# سفارة تركيا في أوكرانيا
سفارة تركيا في أوكرانيا هي أرفع تمثيل دبلوماسي لدولة تركيا لدى أوكرانيا. تقع السفارة في كييف وهي تهدف لتعزيز المصالح التركية في أوكرانيا.

## وصلات خارجية
- قائمة سفارات تركيا
- قائمة السفارات في أوكرانيا